# جدل الكتب المدرسية في السعودية
الجدل حول الكتب المدرسية في المملكة العربية السعودية يشير إلى انتقاد محتوى الكتب المدرسية في المملكة العربية السعودية في أعقاب أحداث 11 سبتمبر 2001.

## أحداث
بعد أحداث 11 سبتمبر 2001، والكشف عن أن زعيم تنظيم القاعدة هو أسامة بن لادن، وأن 15 من الخاطفين الـ 19 المتورطين في الهجمات كانوا سعوديين، أعربت الولايات المتحدة عن قلقها حول الدور الذي يلعبه النظام التعليمي السعودي «في تشكيل معتقدات أتباع أسامة بن لادن». من بين الفقرات الموجودة في كتاب مدرسي سعودي لمستوى الصف العاشر حول التوحيد: «لن تقوم الساعة حتى يحارب المسلمون اليهود، والمسلمون سيقتلون كل اليهود.»
دعت الحكومة الأمريكية المملكة العربية السعودية إلى إصلاح مناهجها التعليمية، من خلال مراجعة المواد التعليمية والقضاء على أي انتشار «للتعصب والكراهية» تجاه المسيحيين واليهود، وأي ترويج للجهاد ضد «غير المؤمنين».

يعارض بعض السعوديين بشدة التغييرات. كتب الفوزان، مؤلف كتاب «التوحيد» و «واحد من أقوى المحافظين الدينيين في نظام التعليم»، في مقالة نُشرت في 11 فبراير 2002 في جريدة الجزيرة السعودية:
«أظهر اليهود والمسيحيون والمشركين كراهيتهم القلبية ويحاولون منعنا من السير في طريق الله الحقيقي. إنهم يريدون تغيير ديننا وتعاليمنا لفصلنا عن الإسلام حتى يتمكنوا من المجيء واحتلالنا بجيوشهم. إنه أمر سيء بما فيه الكفاية عندما يأتي من الكفار، لكنه أسوأ عندما يكونون من بشرتنا. يقولون إننا نخلق الببغاوات، لكنها الببغاوات الحقيقية تكرر ما يقوله أعداؤنا عن الإسلام.»
بحلول عام 2006، أكد مسؤولون سعوديون كبار للولايات المتحدة أن الإصلاح قد اكتمل، لكن التحقيق في 12 كتابًا دينيًا لوزارة التربية والتعليم السعودية بواسطة مجموعة فريدم هاوس لحقوق الإنسان وهي منظمة غير حكومية مقرها الولايات المتحدة الأمريكية، ذكر خلاف ذلك. حاول المسؤولون السعوديون إقناع واشنطن بأنه قد تم إصلاح المناهج التعليمية. في جولة متحدثة للمدن الأمريكية، أخبر السفير السعودي لدى الولايات المتحدة الأمير تركي الفيصل بن عبد العزيز آل سعود السكان أن المملكة قد أزالت ما يمكن اعتباره تعصبًا من كتبها المدرسية القديمة.
في نوفمبر 2010، أفاد برنامج تحقيقات هيئة الإذاعة البريطانية «بانوراما» أن الكتب المدرسية الوطنية السعودية التي تدعو إلى معاداة السامية والعنف ضد المثليين جنسيًا لا تزال تُستخدم في البرامج الدينية في عطلة نهاية الأسبوع في المملكة المتحدة.
في أكتوبر 2012، أعرب روبرت بيرنشتاين، مؤسس هيومن رايتس ووتش، كرئيس لمنظمة النهوض بحقوق الإنسان، وكان رئيسًا سابقًا ورئيسًا تنفيذيًا لمؤسسة راندوم هاوس، ووناشري كتب آخرين، عن «خيبة أملهم العميقة إزاء استمرار الحكومة السعودية في طباعة الكتب المدرسية التي تحرض على الكراهية والعنف ضد الأقليات الدينية». أعطوا مثالًا على كتاب مدرسي في الصف الثامن يكتب «القردة هم شعب السبت واليهود، والخنازير هم كفار شركة يسوع، المسيحيين». أوضح الناشرون أن «خطاب الكراهية هو مقدمة للإبادة الجماعية. أولاً تحصل على الكراهية ثم تقتل».
وفقًا لتقرير رابطة مكافحة التشهير اليهودية غير الحكومية الصادر في نوفمبر 2018، أنه جاء في الكتب المدرسية السعودية الحكومية للعام الدراسي 2018-19 تشجيعًا على التحريض على الكراهية أو العنف ضد اليهود والمسيحيين والنساء والرجال المثليين، على الرغم من إدعاءات المملكة العكس. قرأ أحد الأمثلة، "لن تأتي الساعة حتى يحارب المسلمون اليهود، حتى يقتلهم المسلمون، حتى يختبئ اليهود وراء الصخرة والشجرة، لذلك تقول الصخرة أو الشجرة:" يا مسلم، يا عبد الله، هذا اليهودي ورائي، لذلك اقتله". وذكر مثال آخر أيضًا أن "ضرب [النساء] مسموح به عند الضرورة."

### 2019
أعلنت وزارة التربية والتعليم السعودية نيتها إدراج اللغة الصينية في مناهجها في فبراير 2019، وتبع ذلك جدلًا واسعًا وسخرية. في أغسطس 2019، حدث جدل في السعودية بسبب صور تظهر تغيير «الخلافة العثمانية» في مناهج دراسية جديدة إلى «الدولة الغازية». في نوفمبر 2019، وقع جدل واسع في السعودية، بعد قرار إدراج الموسيقى في مناهج التعليم.